# Maison d'Arrêt de Monaco
Maison d'Arrêt de Monaco är furstendömet Monacos enda häkte tillika fängelse och ligger granne med Oceanografiska museet i distriktet Monaco-Ville. Fängelset har fyra avdelningar för intagna, två för manliga vuxna; en för kvinnliga vuxna samt en för ungdomar. Det finns totalt 84 platser. Fängelset är dock aldrig fullbelagt, oftast står runt hälften av platserna tomma. De intagna som avtjänar sina straff på fängelset är medborgare i Monaco och utlänningar som är dömda till fängelsestraff på mindre än sex månader. De utlänningar som döms till längre fängelsestraff blir överförda till fängelser i grannlandet Frankrike.
De vanligaste brotten, som intagna var dömda för, var stöld, rattfylleri och ekonomisk brottslighet (år 2012).
Fängelset leds av en fängelsechef och en assisterande fängelsechef, båda två arbetar och bor på fängelset eftersom de har jour dygnet runt.

## Historik
Fängelset uppfördes omkring 1865 efter att fursten Karl III av Monaco tyckte att det var på tiden att fängelset skulle få en egen anläggning istället för att använda utrymmen i palatset Palais princier de Monaco. Honoré V av Monaco hade tidigare försökt få detta löst med att flytta fängelset till några övergivna lagerbyggnader men fick överge detta eftersom man kunde inte garantera säkerheten på dessa. Fängelset var underställt Monaco-Villes borgmästare fram till 1897, då fängelset överfördes till Monacos statsminister. År 1955 flyttades ansvaret till Monacos inrikesminister och 1990 blev det underställt Monacos justitieminister. Mellan åren 1986 och 1988 genomgick fängelset en större renovering vilket utökade platserna till 90. Ytterligare en renovering genomfördes år 2000.